# Bandiera gialla/Se mi vuoi così
Bandiera gialla/Se mi vuoi così è un singolo discografico del 1966 di Gianni Pettenati.

## Descrizione
Bandiera gialla è un brano cover in lingua italiana della canzone The Pied Piper, incisa dal gruppo statunitense The Changin' Times e poi ripresa dal cantante britannico Crispian St. Peters. Dalla canzone trae spunto il film del 1967 I ragazzi di Bandiera Gialla, nel quale il brano è erroneamente presentato come sigla della trasmissione radiofonica omonima di Radio 2 Bandiera gialla, condotta da Renzo Arbore e Gianni Boncompagni.

## Tracce
LATO A
1. Bandiera gialla (cover di The Pied Piper) (testo: Alberto Testa e Nicola Salerno – musica: Artie Kornfeld e Steve Duboff)

LATO B
1. Se mi vuoi così (testo: Alberto Testa – musica: Giancarlo Chiaramello)